# Mirabella Eclano
Mirabella Eclano là một đô thị (comune) thuộc tỉnh Avenllino trong vùng Campania của Ý. Mirabella Eclano có diện tích 33,92 km2, dân số là 8237 người (thời điểm năm 2005).